# Carnaval de Rio 2023
 (mai 2025).
Motif : Où sont les sources démontrant cette longue liste d'écoles de samba ? Primaire et aucune information sur l'évènement lui-même, qui devrait être bien plus admissible.
- Archive Wikiwix
- Bing
- Cairn
- DuckDuckGo
- E. Universalis
- Gallica
- Google
- G. Books
- G. News
- G. Scholar
- Persée
- Qwant
- (zh) Baidu
- (ru) Yandex
- (wd) trouver des œuvres sur Wikidata

| 1. | Préciser le motif de la pose du bandeau. | Précisez le motif de la pose du bandeau en utilisant la syntaxe suivante : {{admissibilité à vérifier\|date=mai 2025\|motif=remplacez ce texte par le motif}}                             |
| 2. | Informer les utilisateurs concernés.     | Pensez à avertir le créateur de l'article, par exemple, en insérant le code ci-dessous sur sa page de discussion : {{subst:avertissement admissibilité à vérifier\|Carnaval de Rio 2023}} |

Le Carnaval de Rio 2023 regroupe les festivités organisées à l'occasion du carnaval à Rio de Janeiro au Brésil de février à mars 2023. L'apogée du festival a lieu les 19 et 20 février 2023 avec le défilé des écoles de samba du Groupe Spécial au Sambodrome Marquês-de-Sapucaí. Djeferson Mendes est le Rei Momo qui gouverne la ville pendant le carnaval. C'est Imperatriz Leopoldinense qui remporte le carnaval pour la 9e fois de son histoire[réf. nécessaire], devant Unidos do Viradouro.
L'édition voit le retour des blocos à la suite de l'interdiction de ceux-ci en 2022 en raison de la crise sanitaire.

## Groupe Spécial
Le Groupe Spécial est composé de 12 écoles, qui défilent durant les nuits des 19 et 20 février. Le défilé de chaque école doit durer entre 65 et 82 minutes sous peine de se voir infliger des pénalités. Le nombre de juges est passé de 45 à 36 mais les écoles sont de nouveaux notées sur 9 critères.[réf. nécessaire]
Le défilé des Champions, composé des 6 écoles les mieux notées, a lieu le samedi 25 février 2023.

### Écoles de samba participantes (Dans l'ordre de défilement)

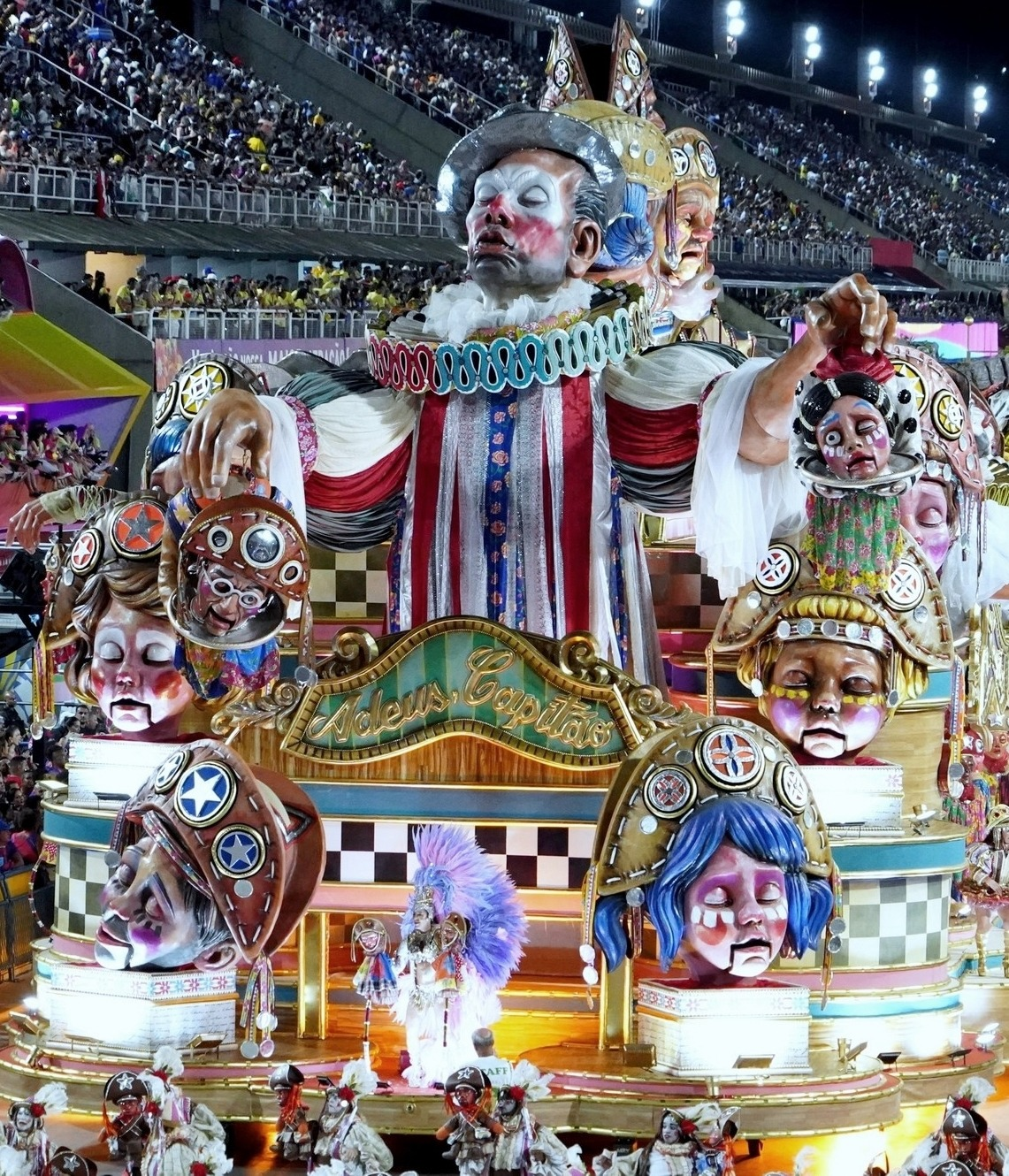
L'école Imperatriz Leopoldinense rendant hommage aux cangaçeiros de la bande à Lampião

Ordre de passage des écoles du groupe spécial:

#### Dimanche 19 février 2023
- Império Serrano (à 22 h)
- Acadêmicos do Grande Rio (entre 23h00 et 23h10)
- Mocidade Independente de Padre Miguel (entre 0h00 et 0h20)
- Unidos da Tijuca (entre 1h00 et 1h30) : Championne en titre
- Acadêmicos do Salgueiro (entre 2h00 et 2h40)
- Estação Primeira de Mangueira (entre 3h00 et 3h50)

#### Lundi 20 février 2023
- Paraíso do Tuiuti (à 22 h)
- Portela (école de samba) (entre 23h00 et 23h10)
- Unidos de Vila Isabel (entre 0h00 et 0h20)
- Imperatriz Leopoldinense (entre 1h00 et 1h30)
- Beija-Flor de Nilópolis (entre 2h00 et 2h40)
- Unidos do Viradouro (entre 3h00 et 3h50)

Les heures entre parenthèses correspondent aux horaires de départs autorisés.

### Thèmes des écoles du groupe spécial
Les enredos, ou thèmes, des écoles du groupe spécial sont listées dans le tableau suivant:
| École                                 | Thème | Carnavalesco(a)                      |
| ------------------------------------- | --- | ------------------------------------ |
| Imperatriz Leopoldinense              | O Aperreio do Cabra que o Excomungado Tratou com Má-Querença e o Santíssimo não Deu Guarida                                           | Leandro Vieira                       |
| Unidos do Viradouro                   | Rosa Maria Egipcíaca | Tarcísio Zanon                       |
| Unidos de Vila Isabel                 | Nessa Festa, Eu Levo Fé! | Paulo Barros                         |
| Beija-Flor de Nilópolis               | Brava Gente! O Grito dos Excluídos no Bicentenário da Independência                                                                   | Alexandre Louzada et André Rodrigues |
| Estação Primeira de Mangueira         | As Áfricas que a Bahia Canta | Annik Salmon et Guilherme Estevão    |
| Acadêmicos do Grande Rio              | Ô Zeca, o Pagode Onde É que É? Andei Descalço, Carroça e Trem, Procurando por Xerém. Pra Te Ver, Pra Te Abraçar, Pra Beber e Batucar! | Gabriel Haddad et Leonardo Bora      |
| Acadêmicos do Salgueiro               | Delírios de Um Paraíso Vermelho | Edson Pereira                        |
| Paraíso do Tuiuti                     | Mogangueiro da Cara Preta | Rosa Magalhães et João Vitor Araújo  |
| Unidos da Tijuca                      | É Onda Que Vai... É Onda que Vem... Serei a Baía de Todos os Santos a Se Mirar no Samba da Minha Terra                                | Jack Vasconcelos                     |
| Portela                               | O Azul que Vem do Infinito | Renato Lage et Márcia Lage           |
| Mocidade Independente de Padre Miguel | Terra de Meu Céu, Estrelas de Meu Chão                                                                                                | Marcus Ferreira                      |
| Império Serrano                       | Lugares de Arlindo | Alex de Souza                        |

### Résultats
Selon le règlement, la note la plus basse pour chaque critère est supprimé pour chaque école.[réf. nécessaire] Les notes sont dévoilées le mercredi 22 février 2023.
Le tableau suivant résume les notes reçues par les écoles du groupe spécial:
| Legende: Champion Relégué S Note supprimée |

| Écoles (par ordre de défilé) |          |          |          |          |                |                |                |                |          |          |          |          |                          |                          |                          |                          |           |           |           |           |              |              |              |              |                    |                    |                    |                    |                              |                              |                              |                              |           |           |           |           | Total |
| Écoles (par ordre de défilé) | Harmonie | Harmonie | Harmonie | Harmonie | Enredo (thème) | Enredo (thème) | Enredo (thème) | Enredo (thème) | Batterie | Batterie | Batterie | Batterie | Allégorie et accessoires | Allégorie et accessoires | Allégorie et accessoires | Allégorie et accessoires | Fantaisie | Fantaisie | Fantaisie | Fantaisie | Samba-enredo | Samba-enredo | Samba-enredo | Samba-enredo | Comissão de Frente | Comissão de Frente | Comissão de Frente | Comissão de Frente | Porte-drapeau et mestre-sala | Porte-drapeau et mestre-sala | Porte-drapeau et mestre-sala | Porte-drapeau et mestre-sala | Évolution | Évolution | Évolution | Évolution | Total |
| I. Serrano                   | 9,8      | 9,8      | 9,8      | 9,7      | 9,8            | 9,7            | 9,8            | 9,9            | 10       | 9,9      | 10       | 10       | 9,6                      | 9,8                      | 9,6                      | 9,7                      | 9,5       | 9,7       | 9,8       | 9,8       | 9,9          | 10           | 10           | 9,9          | 9,9                | 9,8                | 9,9                | 9,8                | 9,8                          | 9,8                          | 9,7                          | 9,7                          | 9,8       | 9,6       | 9,8       | 9,9       | 265,6 |
| Grande Rio                   | 10       | 10       | 9,9      | 10       | 10             | 9,9            | 10             | 10             | 10       | 9,9      | 10       | 10       | 9,8                      | 9,9                      | 9,8                      | 9,8                      | 9,9       | 10        | 9,9       | 9,9       | 10           | 9,9          | 10           | 10           | 9,9                | 9,8                | 9,9                | 9,9                | 10                           | 10                           | 10                           | 9,9                          | 9,9       | 9,8       | 9,9       | 9,8       | 268,6 |
| Mocidade                     | 9,9      | 10       | 9,8      | 9,8      | 9,8            | 9,6            | 9,7            | 9,8            | 10       | 10       | 10       | 10       | 9,8                      | 9,9                      | 9,8                      | 9,8                      | 9,9       | 9,5       | 9,6       | 9,7       | 9,9          | 9,9          | 9,9          | 9,9          | 9,8                | 9,8                | 9,8                | 9,8                | 10                           | 10                           | 10                           | 9,8                          | 9,9       | 9,9       | 9,8       | 10        | 266,6 |
| U. da Tijuca                 | 9,8      | 9,9      | 9,8      | 9,9      | 9,9            | 9,7            | 9,8            | 10             | 9,9      | 10       | 9,9      | 10       | 9,9                      | 9,8                      | 9,7                      | 9,8                      | 9,9       | 10        | 10        | 9,8       | 9,9          | 9,9          | 10           | 10           | 10                 | 10                 | 10                 | 10                 | 10                           | 10                           | 9,8                          | 9,9                          | 9,9       | 9,9       | 10        | 9,9       | 268,2 |
| Salgueiro                    | 10       | 10       | 10       | 10       | 9,7            | 9,6            | 9,8            | 9,7            | 10       | 10       | 10       | 10       | 10                       | 10                       | 9,9                      | 10                       | 10        | 9,8       | 10        | 10        | 9,8          | 9,8          | 9,9          | 9,9          | 10                 | 10                 | 10                 | 10                 | 10                           | 10                           | 10                           | 10                           | 9,9       | 9,9       | 9,9       | 9,8       | 268,5 |
| Mangueira                    | 10       | 10       | 9,9      | 10       | 10             | 10             | 10             | 10             | 10       | 10       | 10       | 10       | 9,8                      | 10                       | 9,7                      | 9,9                      | 10        | 10        | 10        | 10        | 10           | 10           | 10           | 10           | 9,8                | 9,9                | 9,8                | 9,9                | 9,9                          | 9,9                          | 9,9                          | 10                           | 10        | 10        | 10        | 10        | 269,1 |
| Tuiuti                       | 9,9      | 9,9      | 9,8      | 9,8      | 9,8            | 9,8            | 9,8            | 9,9            | 10       | 10       | 10       | 10       | 10                       | 10                       | 9,8                      | 9,9                      | 9,9       | 9,8       | 9,9       | 9,7       | 10           | 10           | 10           | 9,9          | 9,9                | 9,9                | 10                 | 10                 | 9,9                          | 10                           | 9,9                          | 10                           | 9,9       | 9,9       | 10        | 10        | 268,3 |
| Portela                      | 9,9      | 9,9      | 9,9      | 10       | 9,9            | 9,8            | 10             | 9,9            | 10       | 10       | 9,9      | 10       | 9,8                      | 9,8                      | 9,8                      | 9,8                      | 9,8       | 9,8       | 10        | 9,9       | 10           | 9,9          | 9,9          | 10           | 10                 | 10                 | 9,9                | 10                 | 10                           | 10                           | 9,8                          | 9,9                          | 9,7       | 9,7       | 9,8       | 9,7       | 267,7 |
| Vila Isabel                  | 9,9      | 10       | 10       | 10       | 10             | 9,9            | 10             | 9,9            | 10       | 10       | 9,9      | 10       | 9,9                      | 9,9                      | 9,9                      | 10                       | 10        | 10        | 10        | 10        | 9,8          | 9,8          | 9,9          | 10           | 9,9                | 10                 | 10                 | 10                 | 9,9                          | 9,9                          | 10                           | 10                           | 10        | 9,9       | 10        | 10        | 269,3 |
| Imperatriz                   | 10       | 10       | 10       | 9,9      | 10             | 10             | 10             | 10             | 10       | 10       | 10       | 10       | 10                       | 10                       | 10                       | 10                       | 9,9       | 10        | 10        | 10        | 10           | 10           | 10           | 9,9          | 9,9                | 10                 | 9,9                | 10                 | 9,9                          | 10                           | 10                           | 10                           | 10        | 10        | 9,9       | 9,9       | 269,8 |
| Beija-Flor                   | 10       | 10       | 9,9      | 9,9      | 9,9            | 9,9            | 9,8            | 9,9            | 10       | 10       | 10       | 10       | 9,9                      | 9,9                      | 9,8                      | 9,9                      | 10        | 9,9       | 10        | 9,8       | 10           | 10           | 10           | 10           | 10                 | 10                 | 10                 | 10                 | 10                           | 10                           | 9,9                          | 10                           | 10        | 10        | 10        | 10        | 269,2 |
| Viradouro                    | 9,9      | 10       | 9,9      | 9,8      | 10             | 10             | 10             | 10             | 9,9      | 9,9      | 10       | 10       | 10                       | 10                       | 10                       | 10                       | 10        | 10        | 10        | 10        | 10           | 10           | 10           | 9,9          | 10                 | 10                 | 10                 | 10                 | 10                           | 9,9                          | 10                           | 10                           | 10        | 10        | 10        | 10        | 269,7 |

## Série Or
C'est Unidos do Porto da Pedra qui remporte les Gold Series, assurant ainsi leur retour dans le Groupe Spécial onze ans après leur relégation lors du carnaval de 2012. Le thème A Invenção da Amazônia  ("L'Invention de l'Amazonie") était basée sur le livre La Jangada de Jules Verne. Le défilé de l'école est mis en scène par le Carnavalesco Mauro Quintaes, qui remporte pour la troisième fois le titre de deuxième division du carnaval de Rio[réf. nécessaire].
Le classement de la série Or est le suivant,:
| Legende: Promu dans le Groupe Spécial Relegué en 3ème division |

| Classement | Ecole                       | Thème                                                                | Carnavalesco(a)                             | Points | Départage                                     |
| ---------- | --------------------------- | -------------------------------------------------------------------- | ------------------------------------------- | ------ | --------------------------------------------- |
| 1          | Unidos do Porto da Pedra    | A Invenção da Amazônia                                               | Mauro Quintaes                              | 269,7  | -                                             |
| 2          | Unidos de Padre Miguel      | Baião de Mouros                                                      | Edson Pereira e Wagner Gonçalves            | 269,5  | -                                             |
| 3          | Inocentes de Belford Roxo   | Mulheres de Barro                                                    | Lucas Milato                                | 269,4  | -                                             |
| 4          | Império da Tijuca           | Cores do Axé                                                         | Júnior Pernambucano e Ricardo Hessez        | 269,3  | -                                             |
| 5          | Acadêmicos de Niterói       | O Carnaval da Vitória                                                | André Rodrigues                             | 269,2  | Note porte-drapeau et mestre-sala (30 pts.)   |
| 6          | União da Ilha do Governador | O Encontro das Águias no Templo de Momo                              | Cahê Rodrigues                              | 269,2  | Note porte-drapeau et mestre-sala (29,8 pts.) |
| 7          | São Clemente                | O Achamento do Velho Mundo                                           | Jorge Silveira                              | 269,1  | -                                             |
| 8          | Estácio de Sá               | São João, São Luís, Maranhão! Acende a Fogueira do Meu Coração!      | Mauro Leite                                 | 268,9  | -                                             |
| 9          | Unidos de Bangu             | Aganjú - A Visão do Fogo, A Voz do Trovão no Reino de Oyó            | Robson Goulart                              | 268,8  | -                                             |
| 10         | Acadêmicos de Vigário Geral | A Fantástica Fábrica da Alegria                                      | Marcus do Val, Alexandre Costa e Lino Sales | 268,7  | -                                             |
| 11         | Unidos da Ponte             | Liberte Nosso Sagrado: O Legado Ancestral de Mãe Meninazinha de Oxum | Guilherme Diniz e Rodrigo Marques           | 268,6  | -                                             |
| 12         | Arranco                     | Zé Espinguela - Chão do Meu Terreiro                                 | Antonio Gonzaga                             | 268,3  | -                                             |
| 13         | Em Cima da Hora             | Esperança, Presente!                                                 | Marco Antônio Falleiros                     | 268,2  | -                                             |
| 14         | Lins Imperial               | Madame Satã: Resistir Para Existir                                   | Eduardo Gonçalves e Raí Menezes             | 267,6  | -                                             |
| 15         | União de Jacarepaguá        | Manoel Congo, Mariana Crioula - Heróis da Liberdade no Vale do Café  | Lucas Lopes e Rodrigo Meiners               | 266,9  | -                                             |